# ČKD-Praga AH-IV
Der CKD-Praga AH-IV war ein leichter Panzer tschechoslowakischer Konstruktion aus den 1930er-Jahren.

## Geschichte
Die Firma CKD-Praga befasste sich ab 1930 mit der Entwicklung von Panzerfahrzeugen. Eine dieser Konstruktionen war der unter Leitung von Chefingenieur Alexander Surin entwickelte leichte Panzer AH-IV aus dem Jahre 1934. Dieser wurde nach dem Iran, nach Rumänien, nach Schweden sowie nach 1945 auch nach Äthiopien exportiert. Seine Bewaffnung (bestehend aus MG) befand sich in einem Drehturm. Er bildete auch die Grundlage für die Entwicklungen des ČKD-Praga LT-H und ČKD-Praga TNHP.

## Einsatz im Iran – RH
In den Jahren 1935 bis 1936 wurden 50 Fahrzeuge in der Version RH an den Iran geliefert. Dort bildeten sie zusammen mit den später gelieferten 50 TNH die Ausrüstung der 1. und 2. Division der Kaiserlichen Garde. Im Einsatz befanden die Panzer bis 1957.

## Einsatz in Rumänien – R-1
In den Jahren 1936 und 1937 wurden 35 leicht veränderte Fahrzeuge mit der Bezeichnung R-1 an Rumänien geliefert. Sie waren 4,2 t schwer, ihre Panzerung betrug 5 bis 12 mm. Befehlswagen besaßen eine Beobachtungskuppel auf dem Drehturm. Diese Fahrzeuge wurden von der rumänischen Armee im Zweiten Weltkrieg eingesetzt.

## Einsatz in Schweden – AH-IV Sv (Stridsvagn m/37)
Im Jahre 1936 wollte die schwedische Armee ihren Bestand an Panzern erhöhen. Sie hatte zu diesem Zeitpunkt nur jeweils fünf Stridsvagn m/21 (Strv m/21) und Stridsvagn m/21-29 (Strv m/21-29) (ex LK II), jeweils einen Stridsvagn fm/28 (Strv fm/28) (Renault NC 27), Carden-Loyd Mk.V*, Carden-Loyd Mk.VI, und Stridsvagn fm/31 (Strv fm/31) (Landsverk L-30) im Bestand. Hinzu kamen noch als neueste Fahrzeuge drei Stridsvagn m/31 (Strv m/31) (Landsverk L-10), mit denen man jedoch nicht zufrieden war. Daher suchte man eine kostengünstige Alternative und wurde bei CKD-Praga mit dem AH-IV fündig. Dieser wurde in abermals leicht geänderter Ausführung (AH-IV Sv) unter der Armeebezeichnung Stridsvagn m/37 (Strv m/37) in den Jahren 1938 und 1939 in insgesamt 48 Exemplaren in Dienst gestellt. Davon wurden zwei Panzer in der Tschechoslowakei, die übrigen 46 unter Lizenz bei Jungner in Oskarshamn gebaut. Sie unterschieden sich von den anderen AH-IV-Ausführungen hauptsächlich dadurch, dass als Hauptbewaffnung ein Zwillings-MG in den Drehturm eingebaut war. Sie wurden – hauptsächlich als Aufklärungspanzer – bis 1953 eingesetzt.

## Einsatz in Äthiopien – AH-IV
Nach dem Zweiten Weltkrieg wurde in Prag noch einmal eine Serie von 20 Fahrzeugen für Äthiopien gefertigt. Sie waren mit einem luftgekühlten 12-Zylinder-Dieselmotor Tatra T 103 ausgerüstet.